# 插秧機

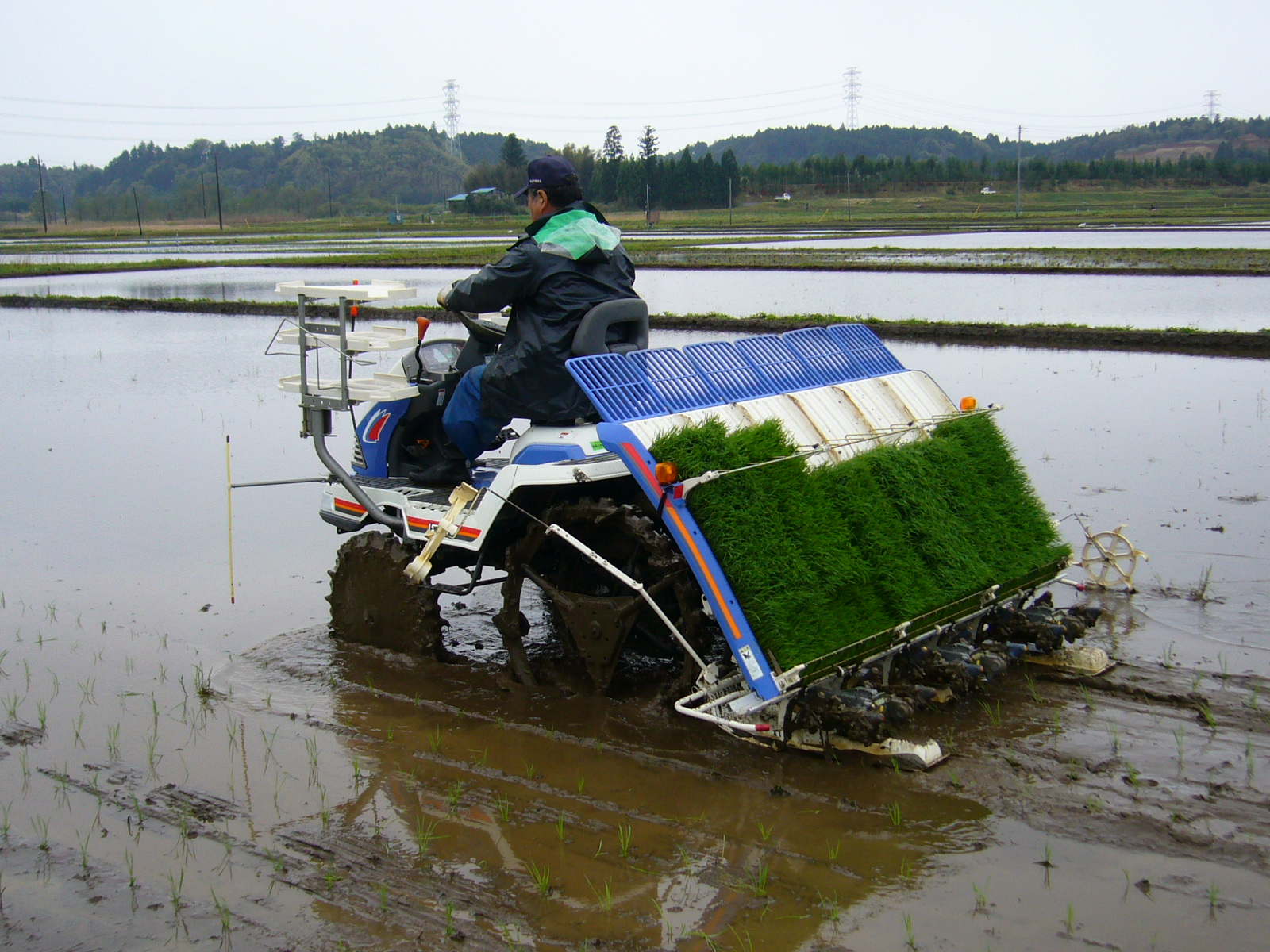
日本的插秧機

插秧機是將稻苗植入稻田的農業機械。進行種植時，首先以機械爪從苗床中取出數株稻苗植入田中的泥土，為了保持對苗床與地面的角度為直角，機械爪的前端移動時必須採取橢圓形的動作曲線。動作是靠著旋轉式或變形齒輪的行星機構來完成，前進的引擎同時可以帶動這些動作機械。插秧機在泥土上行進必須有止滑的車輪及浮行設計。插苗若是成片，則是從特定的秧苗箱中取出稻苗，再以機械方式種植。

## 開發
插秧機的開發最早從人力推動前進型式發展到乘坐型，現在還有油壓式裝置以及四輪驅動（4WD），加上無段變速裝置也開發出來，插秧作業也因此發展為作業速度快又便利的機械化作業。

## 外部連結
- 台灣農機具型錄與圖鑑.插秧機[永久]（行政院農業委員會農糧署）
- 水稻插秧機械（作者：台大生機系馮丁樹教授）
- 水稻插秧机（百度百科）